# Deputado Irapuan Pinheiro
Deputado Irapuan Pinheiro là một đô thị thuộc bang Ceará, Brasil. Đô thị này có diện tích 470,421 km², dân số năm 2007 là 9068 người, mật độ 19,28 người/km².